# Vítězslav Veselý
Vítězslav Veselý (* 27. Februar 1983 in Hodonín) ist ein tschechischer Leichtathlet, der sich auf den Speerwurf spezialisiert hat.

## Sportliche Laufbahn
Erste internationale Erfahrungen sammelte Vítězslav Veselý im Jahr 2002, als er bei den Juniorenweltmeisterschaften in Kingston mit einer Weite von 68,76 m den neunten Platz belegte. 2008 näherte er sich erstmals der 80-Meter-Marke und qualifizierte sich damit erstmals für die Olympischen Spiele in Peking, bei denen er mit neuer Bestleistung von 81,20 m das Finale erreichte, in dem er dann aber mit 76,76 m den zwölften und somit letzten Platz belegte. Im Jahr darauf nahm er an den Weltmeisterschaften in Berlin teil, schied dort aber mit 75,76 m in der Qualifikation aus. 2010 erreichte er dann bei den Europameisterschaften in Barcelona das Finale und wurde dort mit einer Weite von 77,83 m Neunter. Im selben Jahr schaffte er am 8. Mai in Olmütz seine damalige persönliche Bestleistung von 86,45 m.
2011 gelangte er bei den Weltmeisterschaften im südkoreanischen Daegu bis in das Finale und gelangte dort mit Saisonbestleistung von 84,11 m auf den vierten Platz. 2012 gelang ihm beim Diamond-League-Meeting in Oslo eine neue persönliche Bestleistung von 88,11 m. Nur drei Wochen später siegte er dann bei den Europameisterschaften in Helsinki mit einem Wurf auf 83,72 m. Mit seinen Leistungen qualifizierte er sich erneut für die Olympischen Spiele in London, bei denen ihm in der Qualifikation mit 88,34 m eine neue Bestleistung gelang, was zugleich eine Jahresweltbestleistung und Platz 21 in der damaligen ewigen Weltbestenliste bedeutete. Im Finale gewann er dann mit einer Weite von 83,34 m die Bronzemedaille hinter Keshorn Walcott aus Trinidad und Tobago und dem Finnen Antti Ruuskanen. Dem Ukrainer Oleksandr Pjatnyzja, dem während der Spiele anstelle von Veselý die Ehrung als drittplatzierten Sieger zuteilwurde, konnte im Nachhinein die Einnahme von unerlaubten Substanzen nachgewiesen werden. Pjatnyzja wurde daher der Titel im August 2016 aberkannt.
2013 siegte Vesely bei mehreren Meeting der Diamond-League und galt damit erneut als Medaillenkandidat für die Weltmeisterschaften in Moskau, bei denen er sich mit 87,17 m im ersten Versuch den Weltmeistertitel sicherte. Im Jahr darauf gewann er dann bei den Europameisterschaften in Zürich mit einer Weite von 84,79 m die Silbermedaille hinter dem Finnen Ruskannen und wurde auch beim anschließenden Continentalcup in Marrakesch mit 83,77 m Zweiter, diesmal hinter dem Ägypter Ihab Abdelrahman. 2015 erreichte er bei seinen vierten Weltmeisterschaften in Peking erneut das Finale und belegte dort mit 83,13 m den achten Platz. 2016 gewann er dann bei den Europameisterschaften in Amsterdam mit 83,59 m erneut die Silbermedaille, diesmal hinter dem Letten Zigismunds Sirmais. Damit qualifizierte er sich für die Olympischen Spiele in Rio de Janeiro, bei denen er mit 82,51 m im Finale Rang sieben erreichte.
2017 schied er bei den Weltmeisterschaften in London mit 75,50 m in der Qualifikation aus und zwei Jahre qualifizierte er sich zwar für die Weltmeisterschaften in Doha, ging dort aber kurzfristig nicht an den Start. 2020 siegte er mit 77,99 m beim P-T-S Meeting und im Jahr darauf startete er ein weiteres Mal bei den Olympischen Sommerspielen in Tokio und gewann dort mit Saisonbestleistung von 85,44 m im Finale erneut die Bronzemedaille, diesmal hinter dem Inder Neeraj Chopra sowie seinem Landsmann Jakub Vadlejch.
In den Jahren 2018, von 2010 bis 2012 sowie 2016 wurde Veselý tschechischer Meister im Speerwurf. 2012 und 2013 sicherte er sich die Gesamtwertung der Diamond-League im Speerwurf.